# 价格剪刀差
剪刀差（英語：price scissors）是一種經濟學現象，指一個羣體、經濟部門或產業，產出、銷售至羣體或產業外的價值，在一段時間的合理的平衡後，下降至低於自羣體或產業外需求、購買的價值。在折線圖或趨勢圖上，剪刀差的現象形成類似一把剪刀的形狀，故此得名。例如，一個國家出口價值下降、進口價值不變，自貿易平衡或順差，變爲貿易赤字、逆差。蘇聯早期工业品价格高漲、农产品价格暴跌，史稱「剪刀危機」。1930 年代初，東歐國家亦有廣泛、普遍的剪刀差的現象。

## 起源
“剪刀”这个形象是托洛茨基在第十二次党大会上首次说出来的。他以此形象描述蘇聯當時工业品价格的昂贵与农产品价格的低廉。这两种价格好像一把剪刀上的两瓣刀片。他认为问题之解决应该像剪刀之收拢，不要像它的张开。
按照馬克思經濟理論，剪刀差是工农业产品交换时，工业品价格高于价值，农产品价格低于价值所出现的差额。剪刀差是发达国家在国际贸易中的一种重要交换手段之一。它是体现在以掌握高端生产技术为主的资本密集产业利用垄断地位来获得相较于劳力密集产业的产品利润优势控制发展中国家的对外贸易，一方面压低发展中国家生产的初级产品的國際市场价格，另一方面又透过专利保护法案等一系列防止己国较先进技术流入到其他国家的有效保护措施来提高自身生产的拥有高附加值的工业制成品的世界市场的价格。如果把这一现象用价格走势图表示出来就像一把张开的剪刀。主要集中在发达国家的资本密集型产业链所产出的相关产品在遵循国际贸易法规的前提之下通过跨境交易的手段赚取高额利润。